# Škoda H12
Škoda H12 je typ nízkopodlažního autobusu o délce 12 metrů se sériovým hybridním pohonem. Elektrickou výzbroj vyrábí a celkovou technickou koncepci připravila Škoda Electric, karosérie je odvozena od typu Solaris Urbino 12 polské firmy Solaris Bus & Coach. Na vývoji se významně podílela Fakulta elektrotechnická Západočeské univerzity v Plzni, která navrhla pohonnou jednotku autobusu, Univerzita Pardubice vyvinula řízení spalovacího motoru. Výzkumný tým vedl Zdeněk Peroutka. Prototyp představil výrobce na veletrhu Czechbus 2011 v listopadu 2011, zástupcům dopravců a odborným médiím pak v Plzni 28. února 2012.

## Popis
Vozidlo má délku 12 m (přední převis 2,7 m, zadní převis 3,4 m, rozvor 5,9 m), šířku 2,55 m, výšku 3,25 m. Přední náprava je typu ZF RL 85/A, zadní (hnací) náprava ZF 132AV/80.
Modulární systém zahrnuje dieselový zdroj elektrické energie, výkonové měniče 4. generace, superkapacitory umístěné na střeše a baterie v oblasti nádrže. Palivová nádrž má objem 175 litrů, nádrž AdBlue 40 litrů. Dieselový motor Cummins ISB6.7EV250H má výkon 184 kW a splňuje emisní normu EEV. Generátor Kirsch PME 250/4 s vodním chlazením má výkon 188 kW. Asynchronní elektromotor Škoda ML 3444 K/4 má výkon 160 kW a nucené chlazení vzduchem. Trakční baterie Li-Ion je bezúdržová, 69 Ah, jmenovité napětí 345 V. Výrobce deklaruje dojezd na čistě bateriový pohon až 10 kilometrů. Superkapacitory Maxwell BMOD 0063-P125 mají 3 bloky v sériovém zapojení, celkem 21 F, napětí 375 V. Pomocné asynchronní pohony 3×400 V, 50 Hz. Udávaná maximální rychlost je 65 km/h.
Vůz má obsaditelnost 71 osob, z toho 30 míst k sezení pro cestující. Klimatizace salonu UL 500 E.

## Prodej a provoz
Cena při sériové výrobě by měla být vyšší než cena autobusu a nižší než cena trolejbusu.
Typ nebyl vyvíjen pro konkrétního zákazníka, ale šlo o samostatný vývoj Škoda Electric. Výrobce předpokládá, že s rostoucími cenami a snižujícími se zásobami ropy se bude poptávka po hybridních i plně elektrických autobusech zvyšovat. Koncepce vyvíjených elektrobusů má být podobná. Díky modulární konstrukci lze vozidlo snadno přestavět na čistě elektrický pohon.
Sériový hybridní pohon je vhodný zejména pro městskou hromadnou dopravu a městské aglomerace, prototyp je testován v Plzni za pomoci Plzeňských městských dopravních podniků. Poté má být provozován u dopravní společnosti Autobusová doprava-Miroslav Hrouda na Zbirožsku, kterou Škoda Transportation za tímto účelem v listopadu 2011 koupila.